# 生駒親猶
生駒 親猶（いこま ちかなお、元禄4年8月18日（1691年9月10日） - 宝暦3年7月30日（1753年8月28日））は、江戸時代中期の旗本。通称は万蔵、主膳、主殿。

## 生涯
交代寄合生駒親興の三男として誕生した。実兄である交代寄合生駒正親の養子となる。宝永3年（1706年）4月5日、正親の死去により家督を相続する。同年4月15日、将軍徳川綱吉に御目見する。宝暦3年（1753年）7月30日、死去。63歳。
正室は高家旗本織田信明の娘。子女に長男親賢、次男親茂、三男親芳の三男あり。